# Mathieu Andrianjafy
Pas d'image ? Cliquez ici
Mathieu Andrianjafy - Ratsitohaina, connu sous le pseudonyme « Zaza maditra » (l'enfant terrible), né le 26 octobre 1984 à Antananarivo, est un pilote automobile malgache, engagé en rallyes automobiles.
Il est quintuple Champion de Madagascar des Rallyes (2007 - 2013 - 2022 - 2023 - 2024).

## Biographie
Mathieu Andrianjafy débute en compétition de sports mécaniques en karting en 2001, et en rallye en 2004.
Les véhicules sur lesquels il a couru ont été :
- En 2004 - 2005 : Peugeot 106 Kit Car;
- En 2007 - 2011: Subaru Impreza GT N4, Peugeot 205, Subaru WRX N12;
- En 2011 - 2015 : Mitsubishi Lancer Evolution IX);
- En 2021 - 2023 : Subaru WRX N12 .

Il réside à Ambohibao (quartier d'Antananarivo).
Mathieu Andrianjafy a également participé au rallye de Tanzanie (ARC) et a été finaliste du trophée Pirelli Star Driver au Rwanda en 2009.

### Rallye Virtuel
Mathieu Andrianjafy est également connu dans le domaine du Rallye Virtuel, notamment sur la plateforme Richard Burns Rally (RBR). Il a été champion de Madagascar de la discipline en 2008. 
Il a participé au championnat en ligne RBR sur la plateforme Rallyesim (RSRBRB), au sein de l'écurie East Racing Tamatave (ERT), puis au sein de l'écurie Malagasy Racing Team. Son équipe a fini les saisons 2015 à 2018 à la deuxième place au classement mondial par équipe The Race. Sur le plan individuel, il a atteint le rang de n°5 mondial des pilotes en classement individuel Career en 2018.

## Palmarès
Décembre 2003 (BMW 325 ix) : Rallye FSAM hors championnat : 11e
Saison 2004 (106 kit-car)
Rallye Jovenna :  9e
Rallye Vakiniadiana : 5e
Rallye Marshall : Abandon (Pivot) 
Rallye International de Madagascar (RIM) : 4e
5e du classement national
Saison 2005 (106 kit-car)
Rallye Jovenna : 2e
Rallye Pirelli : Abandon (Boîte de vitesses)
Tour d’Imerikasinina : Abandon (Pivot)
Rallye FMMSAM : 4e
Rallye Tour de Tana : 2e
Vice-Champion de Madagascar des Rallyes 
Saison 2007 (Subaru Impreza GC8)
Rallye Jovenna : 4e
Rallye Dzama Sport : 2e
Rallye SRK : 1er
Rallye du Boeny : 1er
Rallye Total : 1er
Champion de Madagascar des Rallyes
Saison 2008 (Peugeot 205 kit-car, Subaru Impreza N12)
Rallye Jovenna : 6e
Rallye Dzama Sport : 2e
Rallye  SRK : 6e après rallye 2 (barre de torsion)
Rallye Total : Abandon (Planétaire)
Rallye Tour de Tana (Subaru) : 1er
Saison 2009
Participation au Pirelli Star Driver, 2 abandons  (4 voitures différentes sur les 4 rallyes de cette saison)
Rallye KCB Tanzania : Abandon sur moteur HS (Subaru Impreza N10 Prodrive)
Rallye KCB Rwanda : Abandon sur sortie de route puis roue arrachée (Subaru Impreza N10)
Rallye FSAM : Abandon sur transmission HS (Peugeot 205 kit-car) 
Rallye Litchis : 1er (Subaru Impreza GC8)
Saison 2010 (Subaru Impreza N10)
Rallye FSAM : 2e
Rallye
Dzama Sport : Abandon (Pivot)
Rallye
TASAMM : 2e
Rallye International Total Madagascar (RITM) : Abandon (Boîte de vitesses)
Rallye Tour de Tana : 2e
Saison 2011 (Mitsubishi Lancer EvoIX)
Rallye Dzama Sport : 1er
Rallye du Boeny : 2e
Rallye Total : Abandon (Suspension)
Saison 2012 (Mitsubishi Lancer EvoIX)
Rallye du Boeny : Abandon (Turbo)
Rallye Total : Abandon (Boîte de transfert)
Rallye Tour de Tana : 2e
RIM : Abandon (Boîte de vitesses)
Saison 2013 (Mitsubishi Lancer EvoIX)
Rallye Total : 1er
Rallye Dzama : Abandon (Double crevaison entraînant trop de dégâts)
Rallye du Boeny : 1er
Rallye Tour de Tana : 1er
RIM : Abandon (Joint de culasse à la suite d'une défaillance du ventilateur)
Champion de Madagascar des Rallyes
Saison 2014 (Mitsubishi Lancer EvoIX)
Rallye Dzama Sport : Abandon (Pivot)
RIM : Abandon (Joint de culasse à la suite de la pénétration
de la boue dans l’échangeur et le radiateur)
Saison 2015 (Mitsubishi Lancer EvoIX)
Rallye Total : 2e
Rallye d’Ambositra : 1er
Rallye Asacm : 1er
Rallye Wims/AMA: 1er
Rallye Tour de Tana : 2e
Rallye International de Madagascar : Abandon (Berceau)
Saison 2016 (Golf MK1)
Rallye Elf Michelin : 6e, 1er 2WD
Rallye Asacm : 1er (Evo9)
Saison 2018 (Nissan NP300)
Rallye Motul FMMSAM : 9ème, 4th T2
Rallye Asacm : 5ème, 3rd T2
Rallye du Boina : 3ème, 1st T2
RIM : Abandon (Moteur)
Saison 2021 (Subaru Impreza N11)
Rallye Asacm : 4ème, 2nd M12
Rallye Tasamm : 4ème, 1st M12
Rallye du Boeny : 3ème, 1st M12
Rallye Asa Tana : 3ème, 1st M12
RIM : 2ème, 1st M12
Rallye Passion : 3ème, 1st M12
Rallye Ama : DNF (Gearbox)
Saison 2022 (Subaru Impreza N11)
Rallye FMMSAM : DNF (Bobines)
Rallye ASACM :2ème, 1st M12
Rallye du Boeny : 1er, 1st M12
Rallye Asa Tana : 1er, 1st M12
RIM : 2ème, 1st M12
Rallye Passion : 2ème, 1st M12
Rallye Ama : 2ème, 2nd M12
Champion de Madagascar des rallyes
Au total : 69 départs, 19 abandons, 3 titres de Champion de Madagascar, 2 titres de Vice-Champion de Madagascar, 15 victoires, 34 podiums, 12 voitures différentes, 9 copilotes différents : Serge, Teddy, Davonjy, Mahandry, AT, Tsiresy, MD, Tsitohaina, Petit, Zanakambila

### Titres
- Challenge CO2: 2001 (Ilafy - 270 cm3) (karting);
- Finaliste volant rallye jeune Total Madagascar 2003;
- Grand Prix de l’Indépendance: 2002 (100 cm3) (karting);
  - 3e du championnat de Madagascar de karting en 2004 (Rotax 125 cm3);
  - 4e du championnat de Madagascar de karting en 2005 (Rotax 125 cm3);
- Champion de Madagascar des Rallyes Junior: 2004 et 2005 sur Peugeot 106 Kit Car A6, puis 2007 et 2008 sur Subaru Impreza GT N4 puis Subaru Impreza WRX N10 N4;
- Champion de Madagascar des Rallyes 2 roues motrices: 2004 et 2005 (sur Peugeot 106), et 2008 (sur Peugeot 205);
- Champion de Madagascar des Rallyes: 2007, sur Subaru Impreza GT Gr.N4;
- Trophée Izy ilay Mahery MaTv: 2007
- Champion de Madagascar des Rallyes 2013 sur Mitsubishi Evo9 Gr.N
  - Vice-Champion de Madagascar des Rallyes 2015 (Mitsubishi Lancer Evo9)
  - Vice-Champion de Madagascar des Rallyes 2005 (sur Peugeot 106 Kit Car);
  - 4e du championnat de Madagascar des rallyes en 2008 (sur Peugeot 205);
  - 5e du championnat de Madagascar des rallyes en 2004 (sur Peugeot 106 Kit Car).

### Victoires en championnat malgache
- Rallye Motul: 2007;
- Rallye du Boeny: 2007;
- Rallye Total: 2007;
- Rallye Asa Tana: 2008;
- Rallye des Litchis: 2009;
- Rallye Dzama Sport: 2011;
- Rallye Total: 2013;
- Rallye du Boeny: 2013;
- Rallye Asa Tana: 2013;
- Rallye Amorin'i Mania: 2015;
- Rallye Asacm: 2015;
- Rallye WIMS/AMA: 2015
- Rallye Asacm: 2016
- Rallye du Boeny : 2022
- Rallye Asa Tana : 2022